# Plantation (comté de Sarasota, Floride)
Pour les articles homonymes, voir Plantation (homonymie).
Plantation est une census-designated place du comté de Sarasota, dans l'État de Floride, aux États-Unis,. En 2020, elle compte une population de 5 034 habitants.